# Proposizione interrogativa in greco antico
La proposizione interrogativa del greco antico può essere una frase indipendente (interrogative dirette) oppure subordinata (interrogative indirette). Entrambe possono essere di tipo disgiuntivo.

## Formazione
Sono enunciative, esprimendo un fatto, o esprimere una volontà (per questo dette volitive), oppure porre una domanda (interrogative dirette). Alcune interrogative dette "retoriche" hanno un valore apparente, perché per dare enfasi ed evidenza al concetto e al discorso, presentano una forma di domanda su ciò di cui si conosce già la risposta; le retoriche equivalgono a un enunciato affermativo o negativo. Si classificano in:
- Dirette: usano l'indicativo, ma anche il congiuntivo o l'ottativo potenziale, cui si uniscono le particelle interrogative, se si pongono domande in modo che la risposta sia implicita, si hanno le "interrogative retoriche" che nascono da uno stato d'animo di sdegno, stupore, ironia, frequenti soprattutto nelle opere di Demostene, di Eschine e di Andocide, ma anche in Platone e Aristotele.

Si suddividono in:
- - Dirette semplici: possono essere introdotte da aggettivi e pronomi interrogativi come τίς, τί (chi? che cosa?), o ποῖος, α, ον (di quale natura?), πότερος, α, ον (quale dei due?); si usano anche avverbi interrogativi come πῶς (come?), πόσος, η, ον (quanto grande?), πόθεν (da dove?).
  - Disgiuntive: nella domanda si pone un'alternativa tra due o più possibilità di risposta (sarà così o in quest'altro modo?), e si usa la particella ἥ.
  - Retoriche: sono introdotte dalle particelle οὐ, οὐκ, ἦ γάρ, μή, μῶν (queste ultime due per un'interrogativa con valore di negazione).

- Indirette: nella forma semplice sono introdotte dalla congiunzione εἰ (se) oppure da pronomi e aggettivi-avverbi interrogativi delle interrogative dirette; al posto di ποῖος o πότερος si trovano i correlativi indiretti ὁποῖος (di quale specie). I modi e i tempi dell'interrogativa indiretta sono gli stessi che si avrebbero, se la domanda fosse in modo diretto; se nella reggente c'è un tempo storico, si può avere l'ottativo obliquo al posto dell'indicativo e del congiuntivo dubitativo. Nelle interrogative indirette, il pronome τίς è spesso sostituito con ὅστις, ἥτις, ὅτι, e c'è la tendenza a utilizzare il pronome relativo al posto dell'interrogativo, sicché le indirette spesso non sono vere e proprie domande, perché spesso e volentieri manca il segno ; del punto interrogativo - es: Οὐδεὶς ἀγνοεῖ ὅντινα τρόπον ὁ Σωκράτης ἐβίου (Nessuno ignora in che modo vivesse Socrate).
Le indirette disgiuntive si formano con le stesse particelle delle dirette disgiuntive, nel caso di negazione, si usa ἢ μή (o no).

### Interrogative dirette
Le proposizioni semplici:
- Sono introdotte da aggettivi e pronomi interrogativi τίς, τί (chi? che cosa?), di qualità come ποῖος, α, ον (di quale natura?), o anche pronomi e aggettivi di quantità πόσος, α, ον (quanto grande?) + verbo indicativo.
- Sono introdotte da avverbi interrogativi (perché, come? ecc) come τί, πῶς, πότε, πόθεν + indicativo; ma anche da ἆρα

Interrogative retoriche:
- Introdotte dalle particelle ἆρα οὐ, οὔκουν, quando la domanda impone risposta affermativa (cfr. latino nonne) + indicativo
- Introdotte da particelle μή, ἆρα μή quando la risposta deve essere negativa (cfr. latino num) + indicativo

Le disgiuntive dirette possono essere introdotte dalle particelle πότερον ]al I membro], ἤ (oppure) [al II membro], oppure semplicemente ἢ οὔ

### Interrogative indirette
Sono introdotte, nella forma semplice, dalla congiunzione εἰ (se), oppure da pronomi, aggettivi, e avverbi interrogativi che si sono visti per la formazione delle interrogative dirette; in alcuni casi si possono trovare i pronomi ὁποῖος, ὁπότερος + indicativo.
Se nella reggente vi è un tempo storico, la proposizione interrogativa indiretta può avere l'ottativo obliquo al posto dell'indicativo e del congiuntivo dubitativo. Si chiama così perché sostituisce l'indicativo, tipicamente nel discorso indiretto, anche nelle finali o volitive.